# Döge (Ungarn)
Döge ist eine ungarische Gemeinde im Kreis Kisvárda im Komitat Szabolcs-Szatmár-Bereg.

## Geografische Lage
Döge liegt 43 Kilometer nordöstlich des Komitatssitzes Nyíregyháza und 4,5 Kilometer nördlich der Kreisstadt Kisvárda. Nachbargemeinden sind Szabolcsveresmart, Fényeslitke und Kékcse.

## Geschichte
Im Jahr 1913 gab es in der damaligen Kleingemeinde 262 Häuser und 1725 Einwohner auf einer Fläche von 2908 Katastraljochen. Sie gehörte zu dieser Zeit zum Bezirk Kisvárda im Komitat Szabolcs.

## Sehenswürdigkeiten
- Irén-Ölbey-Büste, erschaffen von Antal Borsi
- Pál-O'sváth-Büste, erschaffen von László Marton
- Reformierte Kirche, erbaut 1905
- Römisch-katholische Kirche Szent Hedvig, erbaut 1883 im neobarocken Stil, in der auch die Gottesdienste der griechisch-katholischen Gemeinde stattfinden
- Weltkriegsdenkmal, erschaffen von Katalin Csorba, Zsuzsa Pallag und Imre Sebők

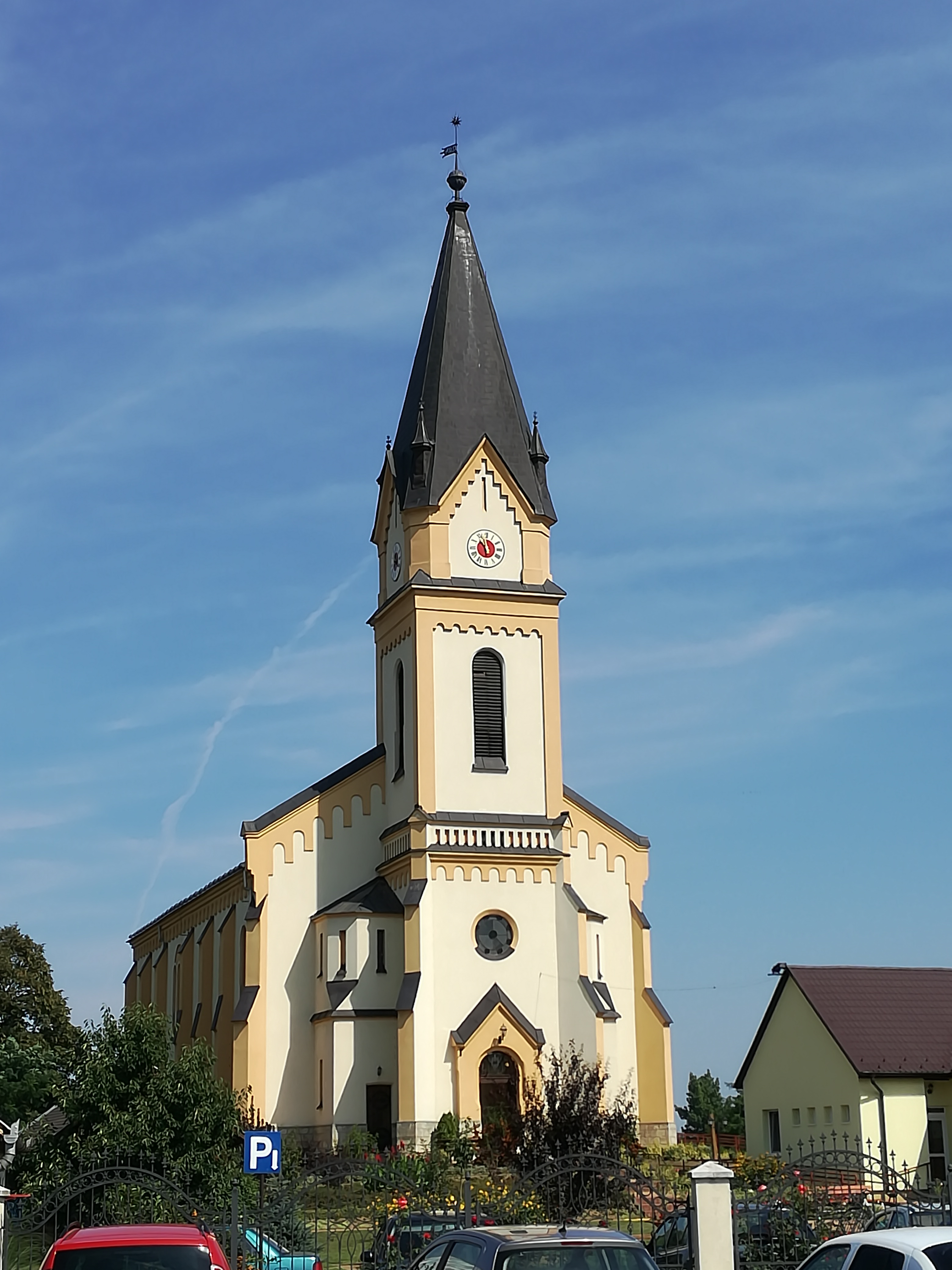
Reformierte Kirche
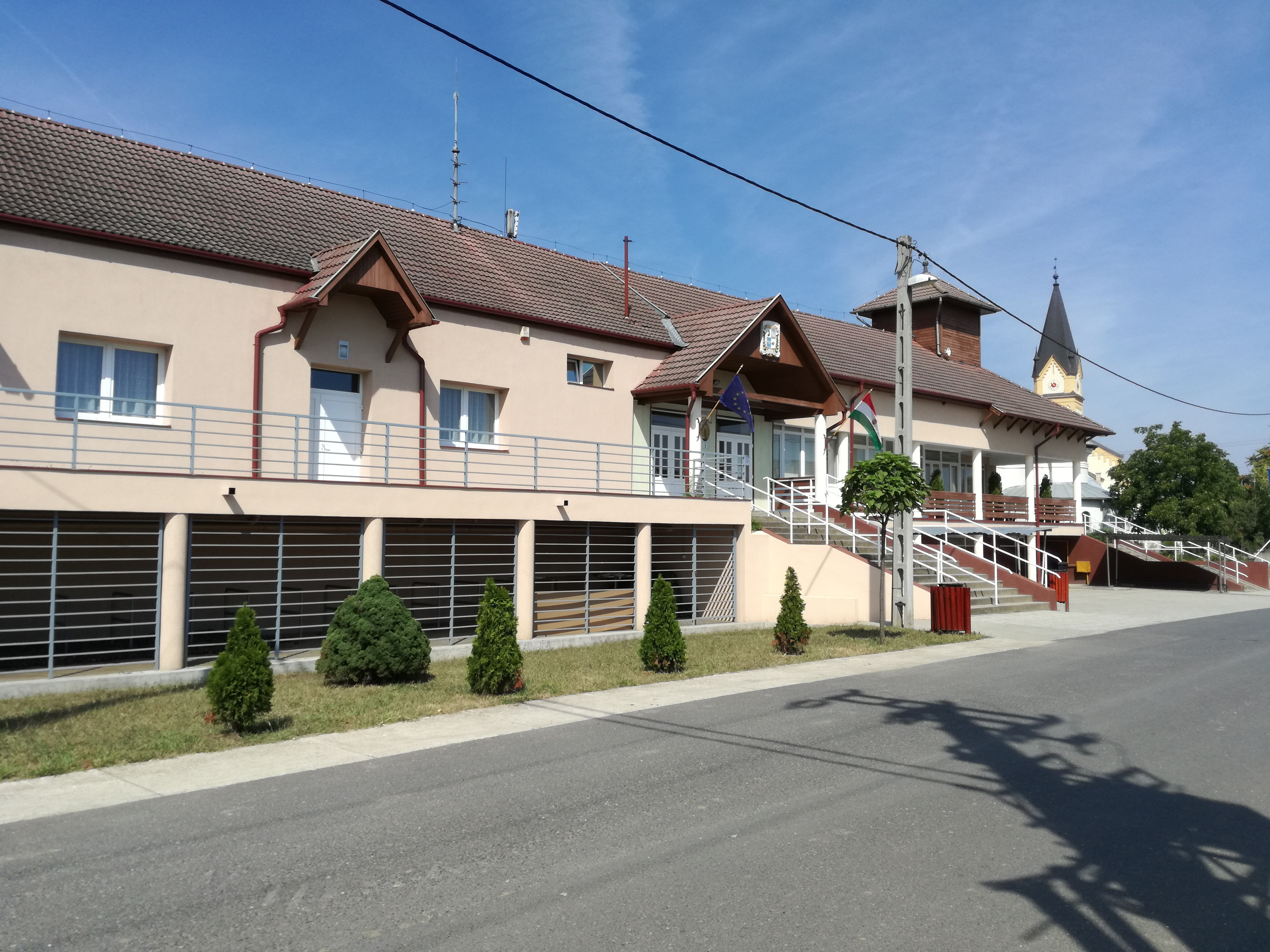
Bürgermeisteramt
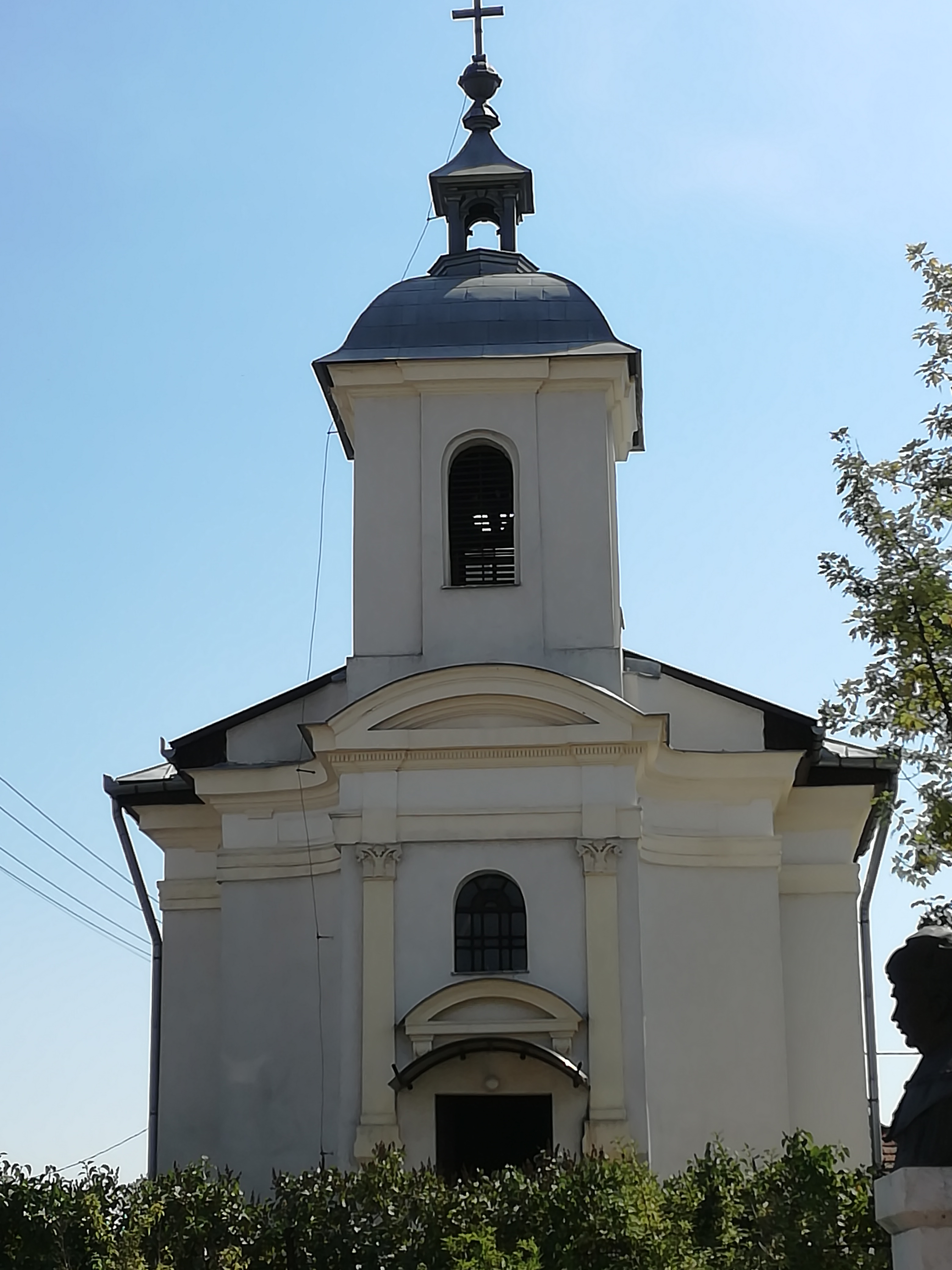
Röm.-kath. Kirche Szent Hedvig

## Verkehr
Durch Döge verläuft die Landstraße Nr. 3832, von der die Landstraße Nr. 3839 in östliche Richtung nach Fényeslitke abzweigt. Es bestehen Busverbindungen nach Kisvárda sowie über Rozsálypuszta und Szabolcsveresmart nach Tölgyesszögtanya. Der nächstgelegene Bahnhof befindet sich in Kisvárda.